# فن ما بعد تصوري
ما بعد التصوري أو ما بعد المفاههيمية، هي نظرية فنية تعتمد على إرث الفن التصوري في الفن المعاصر، إذ يكون للمفهوم (المفاهيم) أو الفكرة (الأفكار) المشاركة في العمل، أفضلية على الجمالية والمادية التقليدية. ظهر المصطلح لأول مرة في لغة مدرسة الفنون، من خلال تأثير جون بالديساري في معهد كاليفورنيا للفنون في أوائل السبعينيات. يجد الكاتب إلدريتش ريست، على وجه التحديد أن عمل جون بالديساري وهو رمي أربع كرات في الهواء للحصول على مربع (من بين 36 محاولة) في عام 1973 (إذ حاول الفنان فعل ذلك بالضبط، وتصوير النتائج واختار في النهاية الأفضل بين 36 محاولة، مع كون الرقم 36 هو الرقم الفاصل لأن هذا هو العدد القياسي للقطات على لفة لفيلم من عيار 35 ملم)، هو مثال مبكر للفن ما بعد التصوري. يرتبط الآن بالفن التوليدي والإنتاج الفني الرقمي في غالب الأحيان.

## كممارسة فنية
رُبطت ما بعد المفاهيمية كممارسة فنية بعمل روبرت سي. مورغان، وتحديدًا تركيب الحمام التركي في مساحة الفنانين عام 1976، وفي كتابات مورغان في كتاب بين الحداثة والفن التصوري: رد نقدي من عام 1997. جرى ربطه بعمل روبرت سميثسون وميل بوشنر وروبرت باري وإيف كلاين وبييرو مانزوني ومانفريد موهر وجوزيف نيتشفاتال وليغيا كلارك وروي أسكوت وآلان ماكولوم وهارولد كوهين وماري كيلي وأنيت ليميو ومات موليكان ومفهوم الوسائط الإعلامية المستخدم الذي استخدمه الفنان فلوكسوس ديك هيغينز في منتصف الستينيات.

## شرط محدد
ركز الفن التصوري الانتباه على الفكرة الكامنة وراء الكائن الفني وتساءل عن الدور التقليدي لهذا الكائن باعتباره ناقلًا للمعنى. في وقت لاحق، ألقت تلك النظريات بظلال من الشك على ضرورة المادية نفسه، إذ أن الفنانين المفاهيميين «نزعوا» الكائن الفني عن الواقع وبدأوا في إنتاج أعمال فنية عابرة تستند إلى الوقت. على الرغم من عدم إزالة الطابع المادي بشكل كلي عن الكائن الفني، أصبح هذا الكائن الفني مرنًا –لينًا- إلى جانب علم العلامات ومعالجة الكومبيوتر، مما نتج عن ذلك كائن فني ما بعد تصوري.

## كشرط عام
انتشر الفن التصوري في نهاية القرن العشرين ليصبح اتجاهًا عامًا، وصدى في الممارسة الفنية في كل مكان تقريبًا. بالتالي، فإن الواسع الاستخدام لمصطلح «ما بعد المفاهيمي» كبادئة للرسم يتمثل في لوحة جيرارد ريختر وفي التصوير الفوتوغرافي مثل تصوير أندرياس جورسكي. يُشير بنجامين بوشلوه في كتابه الفن بعد الفن التصوري، إلى أن فن ما بعد المفهوم قد ظهر بالفعل في أواخر السبعينيات واوائل الثمانينيات من القرن العشرين، في فن التخصيص القائم على الصور لفنانين مثل مارثا روسلر ولويز لولر وسيندي شيرمان وبيتر ناجي وباربارا كروجر وشيري ليفين ودارا بيرنباوم.
يشير الفيلسوف البريطاني ومنظر الفن بيتر أوزبزرن إلى أن «الفن ما بعد التصوري ليس اسمًا لنوع معين من الفن بقدر كونه الحالة التاريخية الأنطولوجية لإنتاج الفن المعاصر بشكل عام ...»